# Allerød (općina)
Allerød je općina u danskoj regiji Hovedstaden.

## Zemljopis
Općina se nalazi u sjevernom dijelu otoka Zelanda, prositire se na 67,44 km2.

## Stanovništvo
Prema podacima o broju stanovnika iz 2010. godine općina je imala 	24.089 stanovnika, dok je prosječna gustoća naseljenosti 357,19 stan/km2. Središte općine je grad Lillerød.

### Naselja
| Veća naselja u općini |           |                   |
| Br.                   | Naselje   | Stanovnika (2010) |
| 1                     | Lillerød  | 15.770            |
| 2                     | Lynge     | 4.101             |
| 3                     | Blovstrød | 2.193             |
| 4                     | Nymølle   | 384               |

## Vanjske poveznice
- Službena stranica općine